# Doliogethes psammocharus
Doliogethes psammocharus är en tvåvingeart som beskrevs av Hesse 1938. Doliogethes psammocharus ingår i släktet Doliogethes och familjen svävflugor. Inga underarter finns listade i Catalogue of Life.